# Flesh & Blood (포이즌의 음반)
| 전문가 평가          | 전문가 평가 |
| 평가 점수            | 평가 점수   |
| 출처                 | 점수        |
| -------------------- | ----------- |
| AllMusic             | [ 2 ]       |
| Entertainment Weekly | B−          |
| Rolling Stone        | [ 4 ]       |

《Flash & Blood》는 1990년 7월 2일, 캐피틀 레코드의 에니그마 레코드를 통해 발매된 미국의 글램 메탈 밴드 포이즌의 세 번째 스튜디오 음반이다. 이 음반은 빌보드 200 차트에서 2위를 차지했고 전 세계적으로 720만 장 이상이 팔렸다. 그것은 캐시박스 차트에서 1위로 정점을 찍었다.
이 음반은 밴드가 1988년 《Open Up and Say... Ahh!》의 글램 메탈 파티 역학 이상의 더 진지한 음악적 입장을 확립하기 위한 시도였다. 이 음반은 두 개의 톱 10 싱글인 〈Unskinny Bop〉과 〈Something to Believe In〉, 그리고 세 개의 히트 싱글인 〈Ride the Wind〉, 〈Life Goes On〉, 〈(Flesh & Blood) Sacrifice〉를 발매했다.
1990년에 플래티넘 인증을 받았고 1991년에 미국 음반 산업 협회로부터 트리플 플래티넘 인증을 받았다. 뮤직 캐나다는 4배 플래티넘, 영국 축음기 협회는 골드 인증을 받았다.

## 제작
이 음반은 캐나다 브리티시컬럼비아주 밴쿠버의 리틀 마운틴 사운드 스튜디오에서 캐나다의 프로듀서 브루스 페어번과 믹서 마이크 프레이저와 함께 녹음되고 혼합되었다.

## 커버 아트
앞면 커버 아트는 드러머 리키 로켓의 팔에 문신으로 포이즌 로고와 음반 제목을 특징으로 한다. 커버는 원래 잉크나 피가 뚝뚝 떨어지는 붉은 피부와 함께 새로 잉크를 칠한 후 약간 다른 버전의 문신을 가질 계획이었다. 오리지널 커버는 일본에서 초기 프레스용으로 발매되었지만 일본을 포함한 이후 프레스용으로 모두 제거되었다. 이 음반의 마케팅은 과도한 화장과 놀림, 《Look What the Cat Dragged In》 같은 소녀 같은 머리를 포함한 포이즌의 글램 이미지의 종말을 반영했고, 대신 건즈 앤 로지스와 비슷했다.

## 곡 목록
모든 곡들은 브렛 마이클스, C.C. 데빌, 보비 댈 그리고 리키 로켓에 의해 작사/작곡하였다.
| #   | 제목                           | 재생 시간 |
| --- | ------------------------------ | --------- |
| 1.  | 〈Strange Days of Uncle Jack〉 | 1:40      |
| 2.  | 〈Valley of Lost Souls〉       | 3:58      |
| 3.  | 〈(Flesh & Blood) Sacrifice〉  | 4:40      |
| 4.  | 〈Swampjuice (Soul-O)〉        | 1:25      |
| 5.  | 〈Unskinny Bop〉               | 3:47      |
| 6.  | 〈Let It Play〉                | 4:21      |
| 7.  | 〈Life Goes On〉               | 4:47      |
| 8.  | 〈Come Hell or High Water〉    | 5:01      |
| 9.  | 〈Ride the Wind〉              | 3:50      |
| 10. | 〈Don't Give Up an Inch〉      | 3:43      |
| 11. | 〈Something to Believe In〉    | 5:28      |
| 12. | 〈Ball and Chain〉             | 4:22      |
| 13. | 〈Life Loves a Tragedy〉       | 5:14      |
| 14. | 〈Poor Boy Blues〉             | 5:19      |

## 인증
| 국가                       | 인증        | 판매량/출하량 |
| -------------------------- | ----------- | ------------- |
| 오스트레일리아 (ARIA)      | 플래티넘    | 70,000^       |
| 캐나다 (뮤직 캐나다)       | 4× 플래티넘 | 400,000^      |
| 뉴질랜드 (RMNZ)            | 골드        | 7,500^        |
| 영국 (BPI)                 | 골드        | 100,000^      |
| 미국 (RIAA)                | 3× 플래티넘 | 3,000,000^    |
| ^출하량을 기반으로 한 인증 |             |               |